# Neurachne munroi
Neurachne munroi là một loài thực vật có hoa trong họ Hòa thảo. Loài này được (F.Muell.) F.Muell. mô tả khoa học đầu tiên năm 1873.

## Hình ảnh

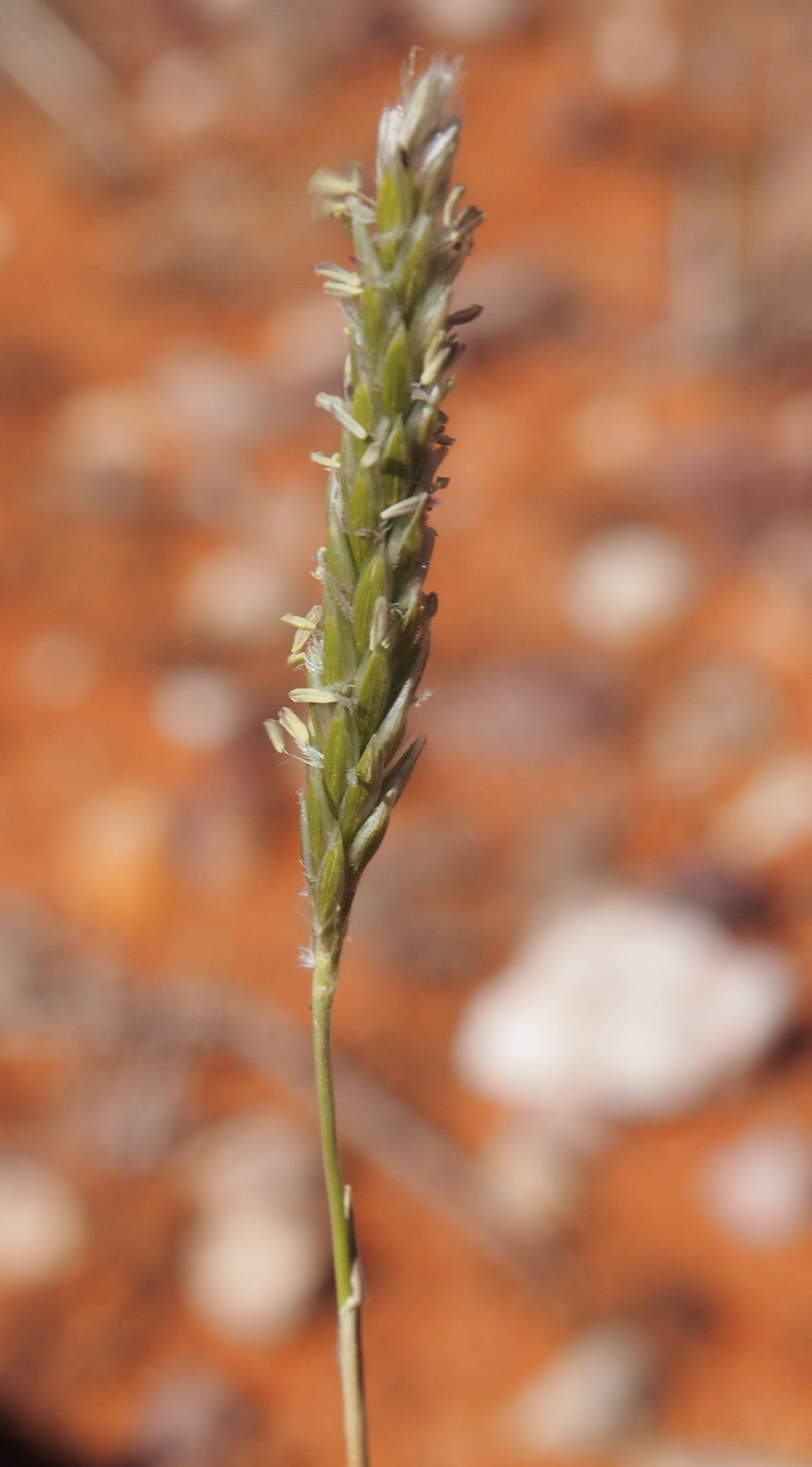
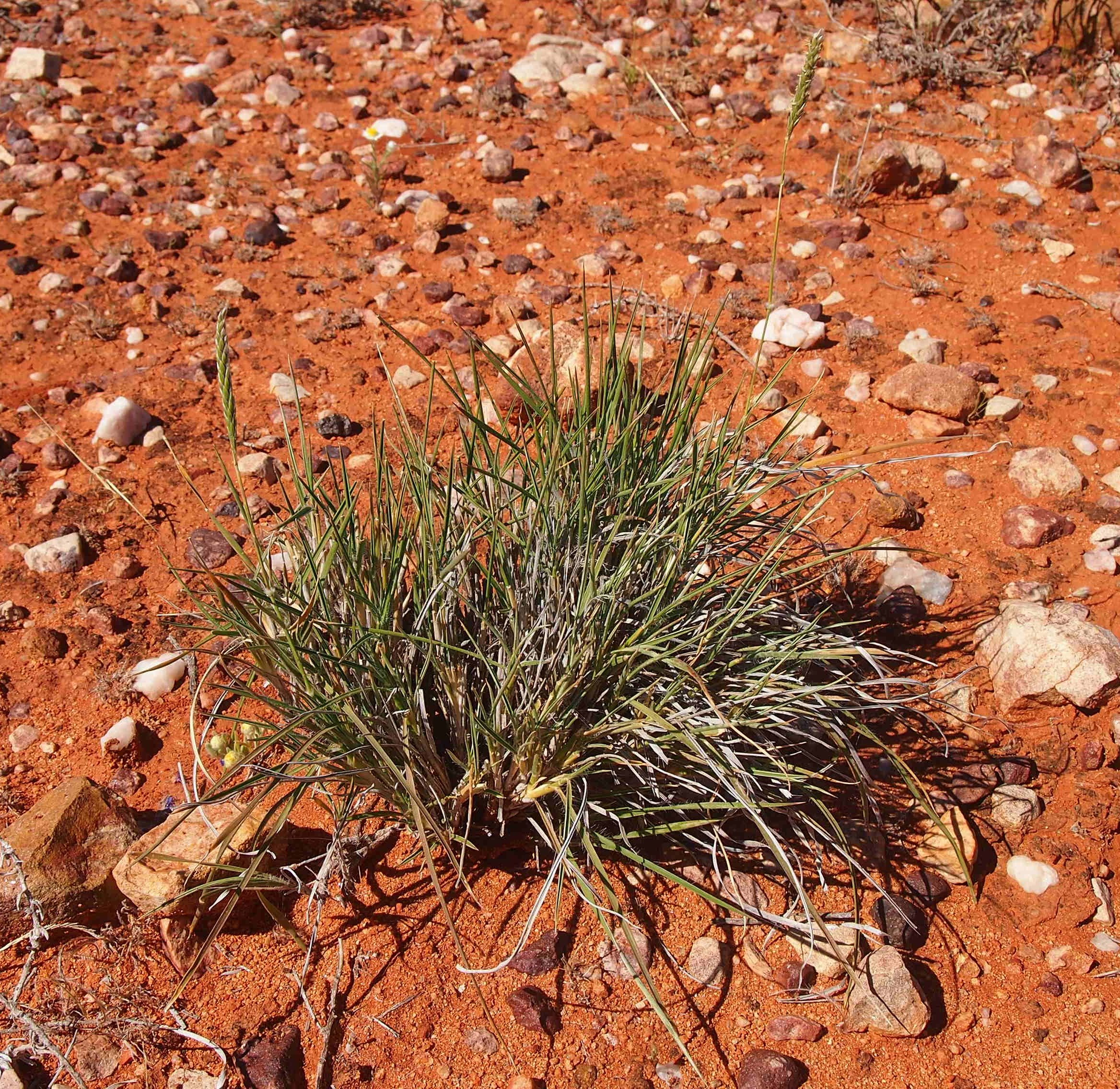
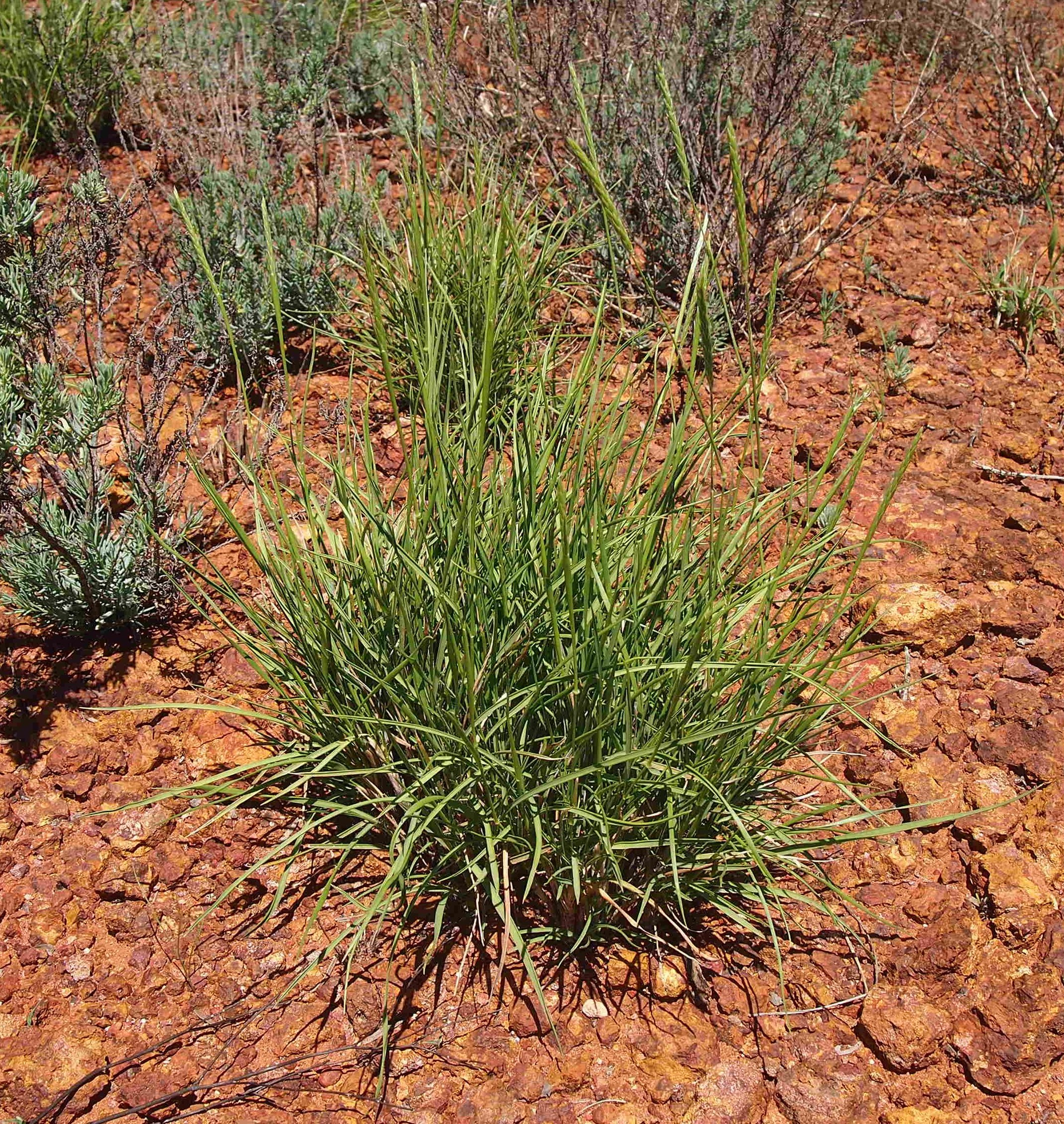
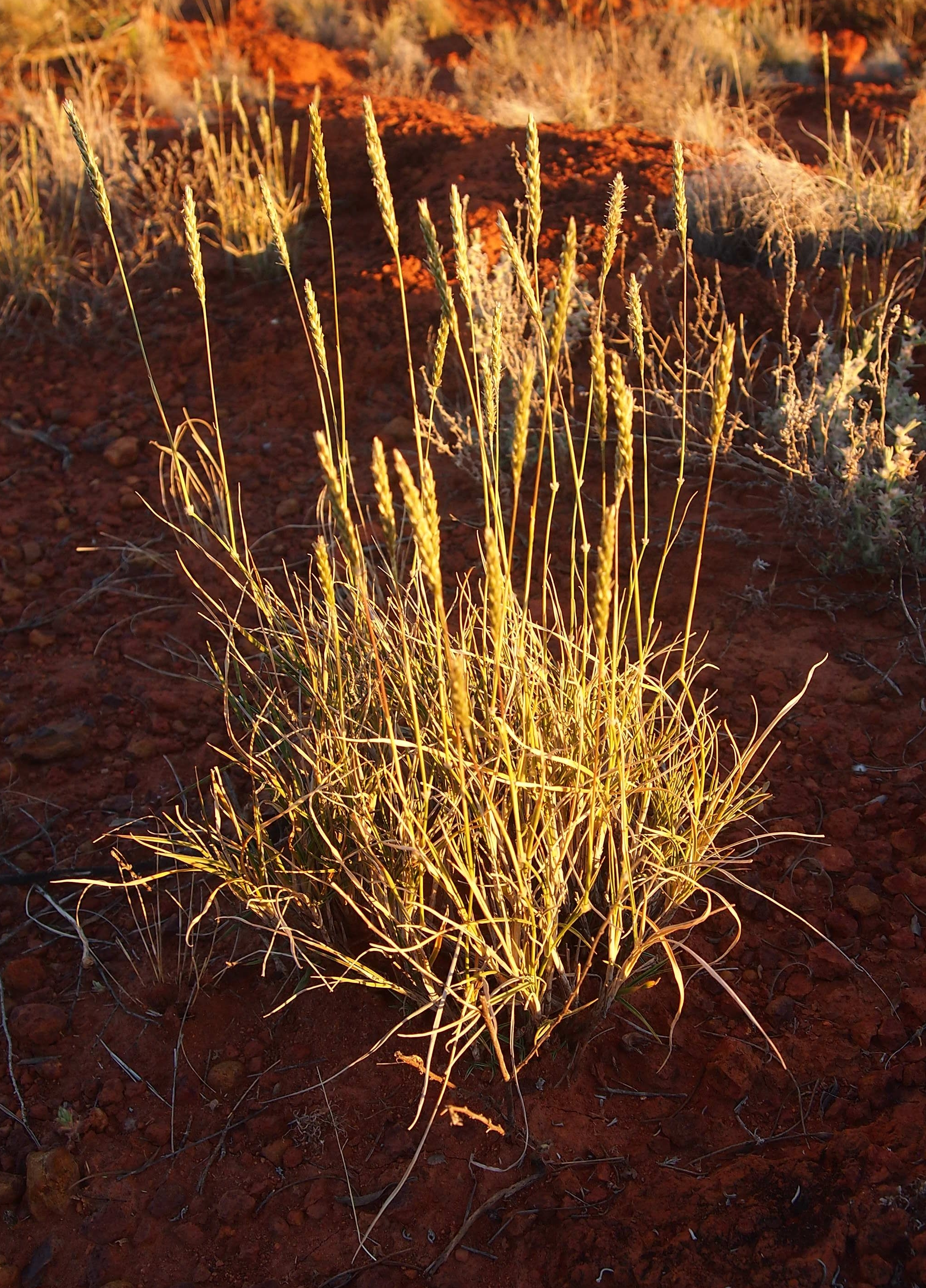